# Мечеть Аль-Муаяда (Каїр)
Мечеть Аль-Муаяда (подеколи називають також «Червона мечеть») — мечеть Каїру (Єгипет), має оригінальний зовнішній вигляд; взірець мамлюкської архітектури міста.

## Галерея

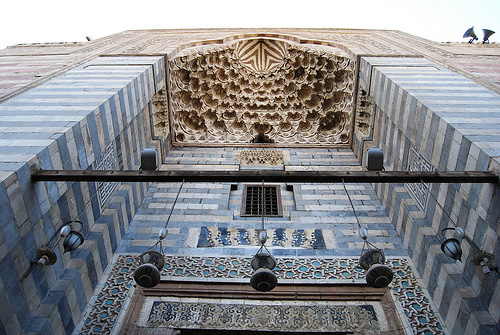
Головний вхід до мечеті
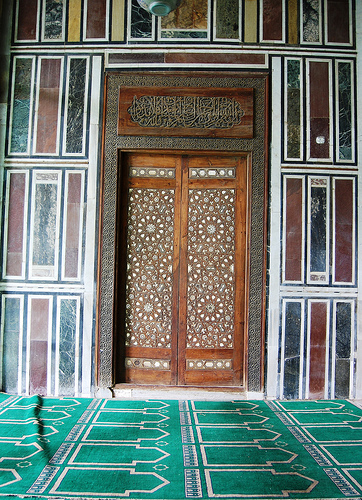
Одні з дверей головної зали
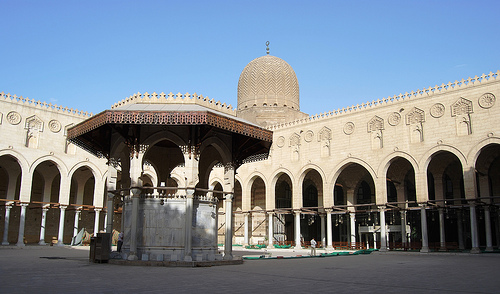
Внутрішнє подвір'я мечеті
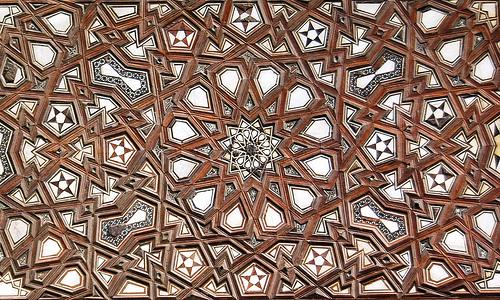
Зразок різьбленого оздоблення мечеті
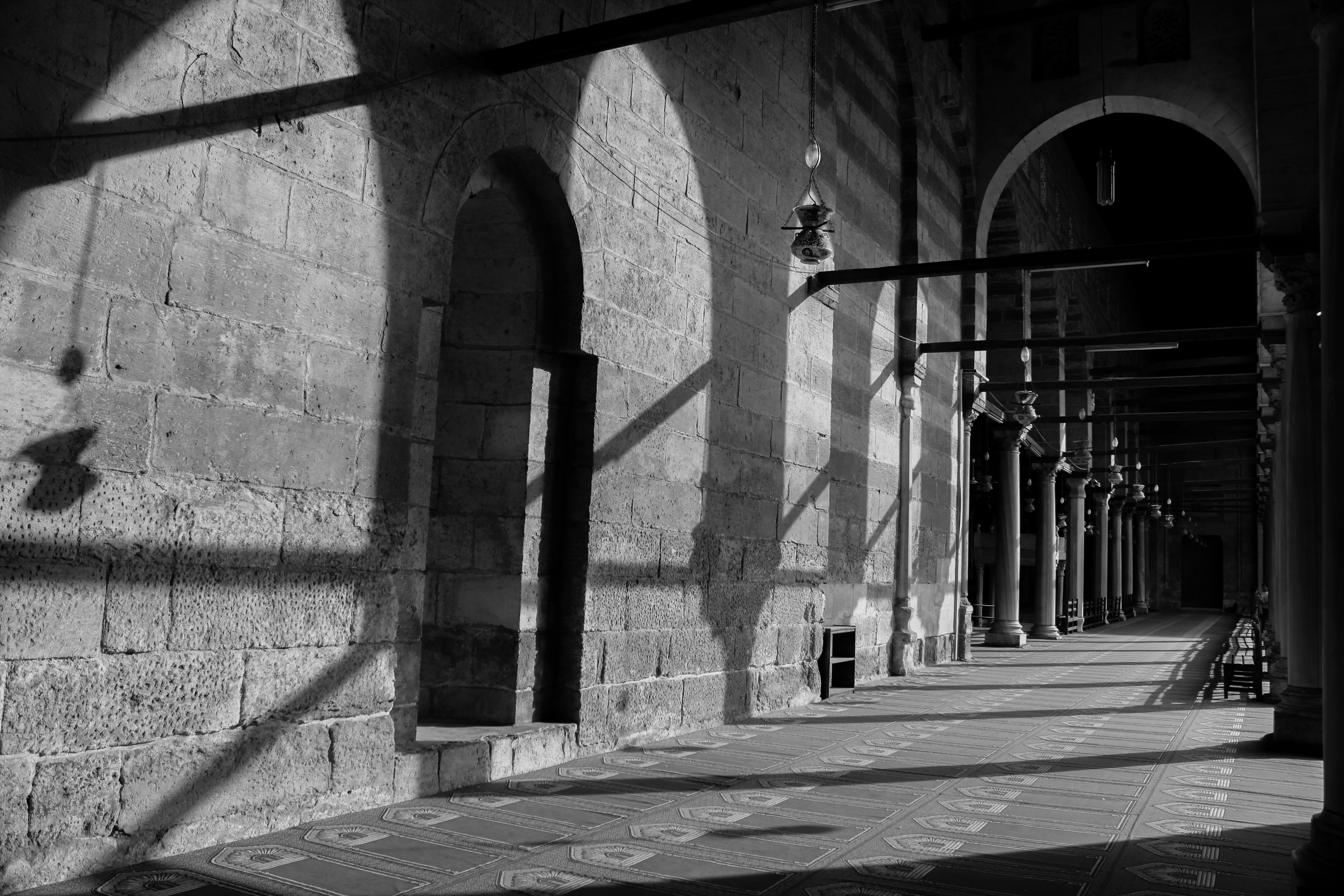